# Chris Katongo
Christopher Katongo (født 31. august 1982 i Mufulira) er en zambisk fodboldspiller, der spiller i angrebet for BIDVest Wits i Sydafrika. Han har spillet 75 kampe for Zambias fodboldlandshold, og hans yngre bror er Felix Katongo.

## Biografi
Katongo startede sin karriere for tre forskellige zambiske klubber før han flyttede til det sydafrikanske hold Jomo Cosmos. Katongo deltog i blot 15 kampe i 2006-07 Premier Soccer League-sæsonen, men opnåede alligevel at blive ligaens topscorer. Under transfervinduet i januar 2007 underskrev han en fire-årig aftale med Brøndby IF i den danske superliga.
I sin superligadebut 11. marts 2007 scorede Katongo kampens to eneste mål, og sikrede dermed Brøndby en 2-0 sejr over FC Nordsjælland. Hans måde at fejre målene på, med en række baglæns saltoer, gjorde de fejrende Brøndby-fans ekstatiske.
Som kaptajn for Zambias Chipolopolo scorede han et hattrick på tyve minutter i en kamp mod Sydafrikas Bafana Bafana, noget der påførte sidstnævnte deres største hjemmenederlag (1-3) siden den verdensmesterskabsvindende brasilianske træner Carlos Alberto Parreira overtog holdet. Desuden udløste sejren at Zambia kunne overtage Sydafrikas førsteplads i gruppen og sikrede kvalifikationen til African Cup of Nations i Ghana i 2008. På grund af hattricket blev Katongo forfremmet til ßergent fra korporal af den zambiske hær, og efter sin imponerende optræden i Ghanas Africa Cup of Nations, hvor han scorede to mål, blev han forfremmet fra sergent til oversergent.
Katongo scorede syv mål i de sidste 14 kampe i 2007-08-sæsonen, både i ligaen og i pokalturneringen. Desuden lagde han op til det afgørende mål sent i anden halvleg af pokalfinalen 2008.

## Titler
- Landspokalturneringen
  - Vinder (1): 2007-08
- Royal League
  - Vinder (1): 2006-07